# Antarraszat
Antarraszat – wieś w Armenii, w prowincji Sjunik. W 2011 roku liczyła 163 mieszkańców.